# فلوطین
فِلوطین یا اِفلوطین یا پلوتینوس به گونه‌ای آخرین فیلسوف متأثر از تمدن یونان است. او متولد ۲۰۴ یا ۲۰۵ میلادی است. در مورد زادگاهش، در زندگی نامهٔ او به قلم «فرفوریوس صوری» مطلبی وجود ندارد اما امروزه بیشتر او را از اهالی مصر می‌دانند که در مکتب اسکندریه با فلسفه آشنا شد.

## معرفی و مقدمه

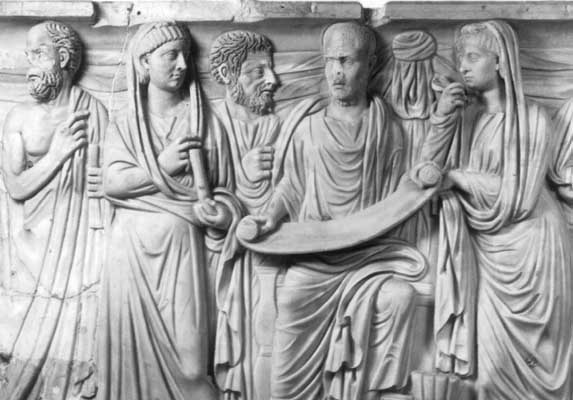
اِفلوطین

پس از حملهٔ اسکندر به اقصی نقاط جهان قدیم، مرکز دانش و فلسفه از آتن به اسکندریه منتقل شد. اسکندریه در آن دوران قریب به یک میلیون نفر جمعیت داشت و مرکز برخورد پرشور تفکرات گوناگون بود؛ اما شناخت ما از این تفکرات و اندیشه‌های بسیار مختلف، بسیار اندک است. چرا که کتاب‌خانهٔ مشهور این شهر چندین بار به آتش کشیده شد.
علاوه بر این، اندیشمندان مکتب اسکندریه، بر خلاف یونانیان، اصرار چندانی بر مکتوب نمودن عقاید خود نداشتند. چرا که اکثراً هدف از علم را، نه آموزش، که یک رهایی فردی می‌دانستند و در نتیجه دیگر نیازی به نوشتاری‌نمودن ماحصل اندیشهٔ خود نمی‌دیدند. اما در میان همهٔ آنان، فلوطین یک استثنا است. او به اصرار شاگردان خود دست به نوشتن زد و نوشته‌های او را، شاگردش، فرفوریوس در ۵۴ رساله گرد آورد. فرفوریوس نوشته‌ها را در شش دستهٔ ۹تایی مرتب ساخت و هر دسته را یک «انئاد» نامید. (در زبان یونانی به معنای ۹ گانه‌است و در عربی تاسوعات نامیده می‌شود)
فلوطین به یمن این نوشته‌ها یکی از مؤثرترین و الهام‌بخش‌ترین فیلسوفان جهان گردید. بدون اغراق می‌توان گفت که از لحاظ میزان تأثیر، فلسفهٔ فلوطین —که مهم‌ترین فیلسوف نو افلاطونی و به نوعی نمایندهٔ تمام و کمال آن است— تنه به فلسفه افلاطون یا ارسطو می‌زند.

## مکاتب فلسفی و کلامی متأثر از فلسفهٔ فلوطین

### مسیحیت
بدون شک مسیحیت نخستین مایه‌های فکری خود را از فلسفهٔ فلوطین به دست آورد. فلوطین به همراه «اورینس» شاگرد «آمونیاس ساکاس» مؤسس مکتب نوافلاطونی بوده‌است.
اورینس را یکی از چهار آباء اولیه کلیسای کاتولیک می‌دانند که عقایدش شباهت بسیار با عقاید فلوطین دارد، چرا که هر دو از یک سرچشمه (آمونیاس ساکاس) الهام می‌گیرند. از جهت دیگر «آگوستین»، که در کنار «سنت توماس» از مشهورترین متفکران کلیسای کاتولیک می‌باشند، به شدت وام‌دار فلسفهٔ فلوطین است. آگوستین با تأثیر از سه اقنوم «واحد، هستی و روح» فلوطین، به توجیه تثلیث مورد اعتقاد مسیحیان دست زد. «واحد» برای آگوستین خدا شد، «هستی» عیسی و «روح» روح القدس.
شاید اگر فلوطین آن سه اقنوم را در فلسفه‌اش تدوین نمی‌کرد آگوستین و کلیسای کاتولیک هیچ‌گاه به راه پذیرش تثلیث نمی‌رفتند. به هر حال روح فلسفه کلیسای کاتولیک کم و بیش تا امروز نوافلاطونی است و همین نشان دهنده تأثیر و اهمیت فلوطین به عنوان مهم‌ترین فیلسوف این نحله فکری است.

### اگزیستانسیالیسم
تأثیر فلوطین تنها به فلسفه دوران سده‌های میانه و مسیحیت منحصر نمی‌گردد. فلسفه فلوطین در یکی از جذاب‌ترین مکاتب فلسفی قرن ۲۰ام هم مؤثر است. بعضی از فیلسوفان که در زمره اگزیستانسیالیسم طبقه‌بندی می‌شوند نیز متأثر از فلوطین هستند. «آلبر کامو» رساله دکتری فلسفهٔ خود را به «مسئله شر در نزد فلوطین» اختصاص داد و «کارل یاسپرس» او را به عنوان یکی از افراد مؤثر در فلسفهٔ خود دانست و در مورد فلسفه او کتابی مستقل نگاشت.
در مورد مسئله شر که بینهایت مورد توجه فلاسفهٔ اگزیستانسیالیست است، فلوطین دارای نکات تأمل‌برانگیزی است. همچنین او برای آنها از این منظر مهم است که اول‌بار در فلسفه به مسائل وجودی انسان توجه نشان داد. او مانند ارسطو فقط به فکر طبقه‌بندی‌نمودن مقولات هستی نبود، بلکه مسائل وجودی انسان را هم به فلسفه کشاند تا بتواند برای زندگی آدمی طرحی ریزد. مسائلی مانند خودکشی، عشق، تأثیر ستارگان بر آدمیان، تقدیر و نقش آن در زندگی آدمی در فلسفهٔ فلوطین مورد توجه قرار گرفت، اموری که در فلسفهٔ گذشتگان غایب بودند یا نقشی فرعی داشتند و از همین لحاظ مورد توجه فلاسفهٔ اگزیستانسیالیست قرار گرفت.

### فلسفه مسلمانان
علاوه بر فلاسفهٔ مغرب‌زمین، فلسفهٔ فلوطین در شرق نیز مورد توجه متفکران قرارگرفت. عجیب آنکه این تأثیر به نام خود فلوطین نبود و به نام ارسطو ثبت شد. کتاب مهم «اثولوجیا» سرنوشت عجیبی در فلسفهٔ مسلمانان پیدا کرد. نام این کتاب معرب «تئولوگیا»، به معنای «فلسفهٔ اولی» یا «الاهیات»، است. متقدمان فلسفه در ایران این کتاب را نوشتهٔ ارسطو می‌پنداشتند و آن را هم‌ردیف کتاب مهم «مابعدالطبیعه» می‌خواندند و تفسیر می‌کردند. تنها کسی که در این کتاب و نویسندهٔ آن شک کرد ابن سینا بود. اما با تحقیقات امروزی مشخص شده‌است که این کتاب نوشتهٔ ارسطو نیست بلکه نقلی آزاد و ترجمه از انئادهای چهارم و پنجم و ششم فلوطین است؛ بنابراین فلوطین، بدون آنکه نامی از او در کتب فلاسفهٔ ما باشد، در آراء آنان حضور دارد و این حضور چنان است که فلسفه ما را رنگ و بوی نوافلاطونی می‌دهد. به گونه‌ای که می‌توان به جرات وی را، پس از ارسطو و افلاطون، مؤثرترین فیلسوف بر فلاسفهٔ مسلمان نامید.

## مکاتب فلسفی و کلامی‌ای که بر فلسفهٔ فلوطین اثرگذار بودند

### افلاطون
فلوطین به عنوان نماینده مهم مکتب نوافلاطونی کمی بیش از حد متأثر از فلسفه افلاطون است، چنان‌که خود فلسفه خود را «تفسیر اشارات و رموز فلسفه افلاطون می‌داند». او افلاطون را «داننده اسرار مقدس» می‌داند. وی در اکثر رسایل ۵۴گانه خود اشاره‌ای به جملات افلاطون دارد و به تفسیر آنها می‌پردازد.
فلوطین چنان شیدای افلاطون است که حتی آرای جدید خود را هم در دهان او می‌گذارد، تا جایی که معتقد است افلاطون نیز در یکی از نامه‌های خود اقنوم‌های سه‌گانه را مورد توجه قرار داده‌است. باید توجه داشت که افلاطون از دید فلوطین یک حکیم الاهی است نه یک حکیم سیاسی. او در میان آثار افلاطون بیشتر به رساله «تیمائوس» توجه دارد (تنها رساله‌ای که افلاطون در آن به تبیین جهان و نقش صانع در ساخت عالم اشاره می‌کند) و از آرای سیاسی افلاطون در رسایل جمهور، مرد سیاسی و قوانین چشم پوشی می‌کند. به نوعی می‌توان گفت فلوطین افلاطون را یک عارف تفسیر می‌کند نه یک مرد سیاسی.

### زرتشت و حکمت خسروانی
تأثیر اندیشه ایرانیان بر آرای فلوطین قابل توجه‌است. فلوطین برای اینکه می‌خواست با حکمت و فلسفه ایرانیها آشنا گردد همراه گردیانوس که با شاهپور اول جنگ داشت، به ایران آمد و از پیشگاه دانشمندان و فلاسفه حاضر در امپراتوری ایران بهره‌ها گرفت. فروغی در کتاب سیر حکمت در اروپا می‌نویسد: «اما از آنجا که می‌دانیم فلوطین خود برای استفاده از حکمت شرق به ایران آمده و از گفته‌های دانشمندان و اشراقیون اسلامی هم برمی‌آید که در این کشور از دیرگاهی حکمایی بودند که در مسلک اشراق قدم می‌زده‌اند، می‌توان تصور کرد که افلاطونیان اخیر عقاید خود را از مشرق گرفته باشند.» حکمت خسروانی (اصطلاح شهاب الدین سهروردی در مورد حکمت رایج در ایران باستان) از چندین جهت در فلسفه فلوطین مؤثر است. اول از جهت قائل شدن به عالمی ورای این عالم محسوس به عنوان عالم معقول که افلاطون آن را «مُثـُل» نامید و فلوطین آن را در عقل به عنوان اقنوم دوم جای داد. این عالم اصل است و عالم محسوس تصویر آن عالم. آن لاهوت است و این ناسوت. آن معقول است و این محسوس و در نهایت آن دیدار است و این پندار.
عالم «مُثـُل» افلاطون یا همان عقل فلوطین به نوعی همان عالم مینوی زرتشت است. می‌دانیم که فیثاغورث به ایران سفر کرده‌است و تفکر ایرانی را در فلسفه یونانی وارد ساخته که بعدها مورد ستایش افلاطون قرار گرفته، پس آشنایی افلاطون با اندیشه‌های زرتشت از طریق فیثاغورث است و این امر در رساله قوانین افلاطون مشهود است، جایی که افلاطون داریوش، شاه ایران را به عنوان حکیم می‌ستاید.
همچنین از لا به لای آرای فلوطین شواهد بسیاری بر تأثیر اندیشه‌های زرتشتی بر او دیده می‌شود. مثلاً «آتش در میان دیگر عناصر مقام ایده را دارد… همیشه می‌درخشد و می‌بخشد چنان‌که خود ایده‌است». ایده یا همان مُثـُل جهان معقول اند، همان عالمی که لاهوت را دربرگرفته و فقط یک قدم با «واحد» یا همان اقنوم اول فاصله دارد. پس از نظر فلوطین آتش نماینده لاهوتیان در جهان ناسوت است، تکه‌ای است در زمین که میل به بالا دارد و برای همین برترین عناصر است. در جای دیگر او آتش را روح جهان می‌داند که به صورت ازلی روشن است و به کیهان روشنایی ازلی می‌بخشد.
پس فلوطین اگر بر شرقیان مؤثر بوده، خود نیز از آنان تأثیر بسیار یافته‌است. حتی مسئله شر نیز در فلوطین تحت تأثیر بسیار عقاید «گنوسیوسی» است که به شهادت همگان مبدأ آن در ایران بوده‌است. بنابر این می‌توان فلسفه فلوطین را حلقه واسط میان شرق و غرب نامید، زیرا هم از هر دو تأثیر گرفته‌است و هم بر هر دو تأثیر گذارده‌است.

## زندگی در نزد فلوطین
از نظر فلوطین اصل اول یا همان اقنوم اول «واحد» است. واحد در حقیقت نام ندارد و در مورد آن چیزی نمی‌توان گفت، حتی نمی‌توان گفت هست. «اگر او را به نام واحد هم بخوانیم سخن نادرستی گفته‌ایم، نه مفهومی از او هست و نه دانشی برای شناخت او، او فراتر از دانش هستی است».. به نوعی بهتر است تا آن را عدم بنامیم چرا که وجود نشانه کثرت است و او واحد است. نام‌های واحد، او، نیک و… همه از سر تنگنای زبانی است وگرنه او را نامی نیست. «او خود را نمی‌شناسد» چرا که واحد است و نمی‌تواند بیندیشد، زیرا که اندیشیدن هم نوعی کثرت است و آدمی به چیزی دیگر می‌اندیشد. پس او «اعجوبه‌ای درنیافتنی است که درباره‌اش حتی نمی‌توانیم گفت هست». او خالق هستی است پس خود هستی نیست. این کلام در میان متفکران شرقی در مولوی یافت می‌شود، جایی که می‌گوید: «صورت از بی صورتی آمد پدید».
برای مولوی نیز اصل اول عدم است؛ امری ناشناخته و فراتر از هرچه هست و خواهد بود؛ امری که هیچ است اما در همه چیز هست. بعدها در مغرب زمین هم این کلام فلوطین الهام بخش نحله‌های عرفانی همچون «اکهارت» آلمانی و همچنین الهیات سلبی دیوگنسیوی مجعول گشت.
واحد از خود سرریز می‌کند و عقل یا همان هستی را پدیدمی‌آورد که جامع تمامی معقول و ایده‌ها است. عقل نیز اقنوم سوم، روح را پدیدمی‌آورد. ماده به سوی روح میل می‌کند و با آمیختن با آن جهان محسوس را پدیدمی‌آورد. بنابر این اصل اول یا همان واحد با آنکه هیچ‌کدام از عقل یا روح یا محسوس نیست اما در همه آنها حضور دارد، پس «همه چیز نیک است».
بنابراین فلوطین یک وحدت وجودی است. واحد یا همان او در همه چیز است اما هیچ‌کدام از آنها نیست. او روشنایی همه چیز است: «زندگی و عقل هر دو از روشنایی نیک آکنده‌اند» و «او در هر چیز فردی که قابلیت پذیرایی آن را دارد حاضر است در حالی که نه به آن نزدیک است و نه دور».
در عرفان ایرانی و حکمت خسروانی هم این مفهوم بدین صورت بیان می‌شد که او با ظهورش خود را پنهان می‌کند. او ظهور می‌کند و عالم را پدیدمی‌آورد و همین عالم موجب پنهان شدن او می‌گردد، چرا که او هیچ‌کدام از آنها نیست.
گفته شد که ماده با پیوند خود با روح این جهان محسوس را پدیدمی‌آورد، پس هر پدیده‌ای در این جهان دارای نیمه‌ای ماورایی و نیمه‌ای زمینی است. حتی گیاهان نیز به زعم فلوطین دارای این دو نیمه‌اند، پس همه جهان محسوس دارای حظی از روح و حظی از زندگانی است و انسان شاه بیت غزل موجودات عالم است. «ما پیش از این شدن در آنجا بودیم، آدمیان دیگری بودیم، بعضی از ما خدا بود و روح محض بود و عقل بود، با کل هستی پیوسته بودیم، اجزای جهان معقول بودیم… امروز به آن آدمیِ بالایی آدمیِ دیگری اضافه شده‌است، این آدمیِ دیگر که می‌خواست موجود باشد ما را یافت و همچون جامه‌ای ما را دربرگرفت… بدین ترتیب ما دو آدمی شدیم». با این بیان انسان دو آدمی است، یکی ماورایی و دیگری اسیر تخت بند تن.
برای فلوطین هم جهان بالایی مبدأ و وطن ما است، او یاران را از زبان افلاطون اینگونه بانگ می‌دهد «برخیزید تا به وطن عزیزمان بگریزیم… وطن ما و پدر ما در آنجا است و ما خود از آنجا آمده‌ایم». اما چگونه باید از این جهان گریخت؟ «در این سفر پا به کار نمی‌آید… اسب و کشتی هم نیاز نداریم… چشم تن را باید ببندیم و چشمی دیگر باید بگشاییم… چشمی که همه دارند ولی تنها عده کمی از آن سود می‌جویند».
این چشم، چشم درون است، به کار روح می‌آید که می‌تواند فراتر از محسوسات رود. چنان‌که با روح جهان پیوند می‌خورد و به اصل اولیه خود بازگشت می‌کند، چنین حالتی را عارفان خلسه می‌گویند و به شهادت فرفوریوس فلوطین در طول عمرش سه بار با این حالت روبرو شد.
پس از پیوند با روح جهان، عده‌ای می‌توانند از آن فراتر روند و به وادی عقل رسند و بعضی با استقامت از آن هم رد می‌شود و به او می‌رسند و «او» می‌گردند. چرا که اصل اساسی عالم آن است و آن اصل در همه حضور دارد. فلوطین به صورت صریح هدف از زندگی انسانی را وصال با او و تشبه به او معرفی می‌کند: «هدف رهایی از گناه نیست، بلکه خدا شدن است».
وظیفه انسان توجه به عالم ماورایی وجود خود و فرارفتن به سوی او است، او باید ماده را ترک کند و به روح بپیوندد تا به او برسد. خود فلوطین نیز طبق نوشته فرفوریوس چنین آدمی بود. «فلوطین فیلسوف زمان ما گویی شرم داشت از اینکه در تنی جای دارد».

## ارکان زندگی آدمی از دیدگاه فلوطین
حال چنین آدمی با چنین طرز فکری معلوم است که زندگی آدمی را چگونه می‌پندارد. او در وصف زندگی انسانی به دو رکن متوسل می‌شود: اول تقدیر و دوم سهل‌گیری.

### سنت
سنت همه وحدت وجودیان اعتقاد به تقدیر است. به هر حال در این سنت انسان و اختیار انسانی نسبت به ذات برتر که در همه هست و هیچ‌کدام نیست امری ثانویه‌است. پس برای تفسیر و تبیین جهان معتقد به دستی می‌شوند که در پس پرده هدایت امور را بر عهده دارد. خود فلوطین تقدیر را چنین تعریف می‌کند: «تقدیر درباره جهان چنین است که جهان مطابق با عقل است و عقل پیشتر از جهان است».
تقدیر صورت و سرمشق جهان است و اتفاقات و وقایع جهان را تدبیر و کنترل می‌کند. مثلاً تقدیر جهانی چنین است که «هر کس دیگری را بکشد به دست دیگری کشته می‌شود، هرچند کشنده او کاری دور از عدالت می‌کند».
گویی دستی در پس پرده‌است که جواب بی عدالتی را می‌دهد. در صحنه تقدیر جهانی آدمیان بازیگر نقش‌های از پیش تعیین شده‌اند. برای همین فلوطین نظر می‌دهد که «زندگی آدمی نوعی بازی است». بازی ای که آدمی نقشی از پیش تعیین شده را اجرا می‌کند. حال این نقش چه هنگامی تعیین شده‌است؟
فلوطین از کلام افلاطون استفاده می‌کند و پاسخ «دوک سرنوشت» را پیش می‌کشد. او مطابق یک اسطوره یونانی عقیده دارد که ارواح در هنگامی که در عالم بالا بوده‌اند در گردش و سیران اند. ۱۳خدای یونانی به عنوان مدبران عالم در گردش اند، بجز یکی که در خانه می‌نشیند، چرا که اگر بیرون رود اجاق خانه خاموش می‌شود. حال هر یک از ارواح در دوک سرنوشت سرنوشتشان نوشته می‌شود. هر یک با خدایی به گردش و سیران می‌روند. آن که با زئوس رود در زمین فیلسوف می‌شود و آنکه با حرا رود در زمین سیاست مدار می‌شود و در نهایت آنکه با خدای خانه نشین مجاور شود در زمین زن می‌شود.
این دنیا صحنه بازیگری است، طبق نقشه‌ای که از چرخش ارواح در دوک سرنوشت برای ما نوشته شده‌است، پس «کشتارها و غلبه‌ها و غارت شهرها را باید همچنان بنگریم که بازی‌های روی صحنه نمایش را می‌نگریم».

### سهل‌گیری
با توجه به نکته بالا دریافت این نکته چندان مشکل نیست. اگر غلبه و کشتار و جنگ‌ها همچون بازی اند، پس دیگر باید جنگ ۷۲ملت را همگی عذر بنهیم چونکه همگان معذور سرنوشت خویش اند. آدمیان چنان اند که «هر یک از آنان بر حسب طبیعت و خصوصیات اخلاقیش جایی را که برای او مناسب است برمی‌گزیند و در آنجا شروع به بازی می‌کند. یکی سخنان بی دینانه می‌کند و کارهای زشت مرتکب می‌شود و دیگری به کردار و گفتار نقطه مقابل او است».
دقیقاً به همین سهل‌گیری ناشی از احتساب تقدیر جهانی در وجود همیشگی خوبان و بدان به عنوان صحنه بازیگری دنیای ما اشاره می‌کند. این چنین جهان بینی می‌تواند تمامی جنگ و جدال و شرور و بدبختی را به عنوان ملزومات یک نمایش زیبا جلوه دهد. «زیبایی جهان بسته به این است که فرد نقش خود را هرچند زشت و بد باشد بازی کند و بدین سان در هماهنگی کلی کیهان شرکت جوید». پس در این جهان بینی زیبایی زندگی فقط به حضور خوبی‌ها نیست بلکه جدال و حضور همیشگی خوبی و بدی زندگی را زیبا جلوه می‌دهد، همان‌طور که یک نمایش نامه که تمامی نقش‌های آن نقش مثبت باشند چنگی به دل نمی‌زند دنیای بدون آدم بد نیز زیبایی نخواهد داشت.

## تصوف
احمد کسروی، از پژوهشگران مخالف تصوف، سرچشمه پنداری‌های صوفی گری را پندارهای پلوتینوس می‌داند و می‌گوید:
صوفیگری همچون بسیار چیزهای دیگر، از فلسفه یونان برخاسته است. بنیادگزار آن چنان‌که گفته می‌شود، پلوتینوس نامی از فیلسوفان یونان یا روم بوده.

## سخن آخر
در کلام فلوطین در مورد اعتقاد به تقدیر و سهل‌گیری نسبت به شر و بدی‌های عالم روحیه ایرانیان متجلی است. حاصل چنین فکری همان است که «بنشین بر لب جوی و گذر عمر ببین». خوب یا بد، زشت یا زیبا، خوشبخت یا بدبخت زندگی می‌گذرد و گذران آن هم چندان تحت اختیار من و ما نیست.
نقص بزرگ این تفکر این است که در آن همه چیز حواله به تقدیر می‌شود و کمتر جایی برای کوشش و سعی می‌ماند، اما در کنار آن تساهل و مدارای به شدت عجیبی وجود دارد، چرا که بدها نیز به اندازه خوبان قابل احترام اند و صحنه نمایش با آنها جذاب می‌شود. در مثنوی نیز موسی با وجود فرعون و در برابر او موسی شد، پس فرعون نیز در موسی شدن موسی سهم داشته‌است؛ یا به قول فلوطین «نبردهایی که آدمیان فانی با رعایت نظم و قائده‌ای خاص با یکدیگر می‌کنند چنان است که گویی در حال بازی و تفریح سلاح به دست می‌رقصند و همین امر نشان می‌دهد که تمامی زندگی آدمی نوعی بازی است». پیام فلوطین در مورد زندگی در یک‌کلام خلاصه می‌شود: «زندگی را جدی نگیر».